# Mont-sous-Vaudrey
Mont-sous-Vaudrey település Franciaországban, Jura megyében. Lakosainak száma 1302 fő (2022. január 1.). Mont-sous-Vaudrey Belmont, Bans, Montbarrey, Oussières, Souvans, Vaudrey és Villers-les-Bois községekkel határos.

## Népesség
A település népességének változása:
| Lakosok száma | 804  | 994  | 1099 | 1244 | 1248 | 1241 | 1265 | 1275 | 1287 | 1302 |
|               | 1968 | 1982 | 1990 | 2006 | 2013 | 2015 | 2017 | 2019 | 2020 | 2022 |